# Primordial Arcana
Primordial Arcana sedmi je studijski album američkog black metal-sastava Wolves in the Throne Room. Diskografska kuća Relapse Records, kojoj je to prvi objavljeni album skupine, izdala ga je 20. kolovoza 2021.

## Popis pjesama
| 1.    | »Mountain Magick«                 | 5:55  |
| 2.    | »Spirit of Lightning«             | 6:24  |
| 3.    | »Through Eternal Fields«          | 5:54  |
| 4.    | »Primal Chasm (Gift of Fire)«     | 5:01  |
| 5.    | »Underworld Aurora«               | 7:29  |
| 6.    | »Masters of Rain and Storm«       | 10:43 |
| 7.    | »Eostre« (instrumentalna skladba) | 3:05  |
| 44:31 |                                   |       |

| Dodatna pjesma na posebnom izdanju | Dodatna pjesma na posebnom izdanju         | Dodatna pjesma na posebnom izdanju | Dodatna pjesma na posebnom izdanju | Dodatna pjesma na posebnom izdanju | Dodatna pjesma na posebnom izdanju | Dodatna pjesma na posebnom izdanju | Dodatna pjesma na posebnom izdanju | Dodatna pjesma na posebnom izdanju | Dodatna pjesma na posebnom izdanju |
| Br.                                | Skladba                                    | Trajanje                           |                                    |                                    |                                    |                                    |                                    |                                    |                                    |
| ---------------------------------- | ------------------------------------------ | ---------------------------------- | ---------------------------------- | ---------------------------------- | ---------------------------------- | ---------------------------------- | ---------------------------------- | ---------------------------------- | ---------------------------------- |
| 8.                                 | »Skyclad Passage« (instrumentalna skladba) | 5:05                               |                                    |                                    |                                    |                                    |                                    |                                    |                                    |
| 49:36                              |                                            |                                    |                                    |                                    |                                    |                                    |                                    |                                    |                                    |

## Recenzije
| Zbirne ocjene   | Zbirne ocjene |
| Izvor           | Ocjena        |
| --------------- | ------------- |
| Metacritic      | 76/100        |
| Recenzije       |               |
| Izvor           | Ocjena        |
| AllMusic        | [ 4 ]         |
| Blabbermouth    | 8/10          |
| Kerrang!        | 4/5           |
| Metal Injection | 8/10          |
| Pitchfork       | 5,5/10        |
| Sputnikmusic    | 4,9/5         |

Dobio je uglavnom pozitivne kritike. Na Metacriticu, sajtu koji prikuplja ocjene recenzenata raznih publikacija i na temelju njih uratku daje prosječnu ocjenu od 0 do 100, uradak je na temelju četiri recenzije osvojio 76 bodova od njih 100, što označava „uglavnom pozitivne kritike”. U recenziji za AllMusic Thom Jurek dao mu je četiri zvjezdice od njih pet izjavivši da na njemu „nema mnogo toga što obožavatelji već nisu čuli”, ali da je sastav „postigao najneugodniju ravnotežu sirove snage, silne moći i mračna, jezovita spokoja dosad”. Jason Roche dao mu je osam bodova od njih deset u osvrtu za Blabbermouth zaključivši da „trenutačna postava [sastava] pokazuje da je iznimno dobra kakve god različite oblike ekstrema istraživala”.
Pišući za časopis Kerrang!, Angela Davey dala mu je četiri boda od njih pet uz zaključak da Primordial Arcana „ne samo da se može mjeriti s već poznatom veličinom [sastava] nego je i nadmašuje”. Brad Sanders dao mu je osam bodova od njih deset u osvrtu za Metal Injection izjavivši da sastav prožimaju „najveća svježina i kreativnost dosad”. U recenziji za Sputnikmusic Robert Garland dao mu je 4,9 bodova od njih pet zaključivši da je prethodni album Thrice Woven „možda vratio tu skupinu iz Olympije na pravi put, ali [sastav] na Primordial Arcani povezuje svoja bolja obilježja i stvara ključno djelo”.
U manje naklonjenu osvrtu za Pitchfork Brad Sanders dao mu je pet i pol boda od njih deset napisavši da „[p]oput mrtve prirode koja krasi naslovnicu [albuma], uradak je katkad prelijep, ali je zapravo nepokretan”.

## Zasluge
| Wolves in the Throne Room - Nathan Weaver – vokal, gitara, produkcija, umjetnički direktor - Aaron Weaver – bubnjevi, sintesajzer, glas, produkcija, tonska obrada, miksanje, umjetnički direktor - Kody Keyworth – vokal, gitara, produkcija, umjetnički direktor Dodatni glazbenici - Galen Baudhuin – bas-gitara; vokal (na pjesmi „Through Eternal Fields”) - Yianna Bekris – akustična gitara (na pjesmi „Masters of Rain and Storm”); sintesajzer (na pjesmi „Eostre”) | Ostalo osoblje - Matt Colton – mastering - Amjad Faur – fotografija (omot albuma) - Kevin Alexandrowicz – fotografija - Jacob Speis – dizajn - Nora Dirkling – dodatni dizajn - Dreaming God – fotografija (sastava) |